# 複數 (語言學)
複數，或稱眾數（英語：plural，可簡寫為），在语言学中是詞素的其中一種，常和单数相对，在没有双数概念的语言中用於標示多於一個的物件，在有双数概念的语言中则表示多于两个的名词数量。在另外某些語言當中，用於標示非一個物件，包括多於一個物件和沒有。在許多的語言裡，多數的名詞都有複數，而另一部份的語言則缺乏，或通常不使用複數，如漢語、日語、越南語等。
有些語言透過外部屈折將名詞變為複數，如英語；有些語言則同时透過外部屈折和內部屈折將名詞轉為複數，如德語、俄语、阿拉伯语；而另有一部份的語言則以黏着词尾来表达複數，如维吾尔语、土耳其语、藏语、匈牙利语等；另有一部分语言以孤立的詞素來標明，如漢語、越南語、日语，雖然一般而言漢語和越南語的名詞不做單複數之分。

## 部份語言複數說明和舉例

### 汉语的複數
一般而言，漢語的名詞沒有單複數之分，但是當提及人或動物時，會在名詞之後加上「們」來代表複數，像“我”（单数）和“我们”（複數）、“路人”（单数）和“路人们”（複數），還有「這個」（單數）如果後面改成「些」就會變成複數的「這些」。用於名詞之前的話，可以加上一個“諸”，如“北方官話諸方言”，指的是超過一個種類的北方官話方言；用在後的話，可用「眾」，例如「觀者」「聽者」變成「觀眾」「聽眾」。雖然這幾類用法不很常見，但這也是可以接受的用法。
雖然漢語一般沒有單複數之分，但是漢語具有量詞的系統，像「一群綿羊」意味著有許多綿羊。

### 日語的複數
日語表示人的詞彙的複數形式往往在該詞後加上，例如為「小孩們」；若干代詞可以加，如（我等）。但是多數的名詞一般並無此種用法；另外，日語和漢語一樣，具有量詞的系統。

### 英语的複數
英語多數名詞具有單複數的分別，而部份不可數名詞則無單複數分別，一般在名詞後面加，即可使名詞成為複數，如（意思為「（一本）書」）和（意思為「（兩本以上的）書」）。
不過要注意的是，這個規則有時存在著例外，像例如（意思為「（一個）小孩」）這個字的複數形式即為，而的複數形式為等；另外有些來自法語和拉丁語等語言的名詞，其單複數變化也有可能是「不規則」的。

### 德語的複數
德語和英語一樣，多數名詞具有單複數之別，而且德語名詞有性和格的区别，做為一種屈折語，德語不同性別和格的複數變化也是不同的，在德語的單音節且為陽性或中性的名詞中，除了在結尾加或以外，若名詞含有、或這三個母音，則此三個母音通常須進行變音，在此些名詞的複數形變為，則變為，而則變為，如（意即「（一本）書」，中性名詞）的複數形為（意即「（兩本以上的）書」）；而陰性名詞，多在結尾加變為複數形，而詞幹通常不變音，如（意即「（一名）女人」，陰性名詞）的複數形為（意即「（兩名以上的）女人」）。
实际上德语名词复数的变化情况远比这几条规则复杂。一方面是因为德语的标准书面语同时吸收了高地德语和部分低地德语的规则，另一方面也由于德语不断受外来语影响，导致复数变化同时存在几套不同的体系。
一般的德文辞典都会逐个给出名词的复数第一格（主格）形式，因为德文是无法像英文或法文那样，凭有限条语法规则穷尽绝大部分名词变复数的情形的。

## 名詞（不算代詞）一般不做單複數之分的語言举隅
- 漢語
- 日語
- 韓語
- 越南語
- 托克皮辛語
- 泰语
- 苗语
- 壮语
- 侗语
- 白语
- 馬來語

## 延伸閱讀
- Corbett, Greville. Number (Cambridge Textbooks in Linguistics). Cambridge University Press, 2000.
- Huddleston, Rodney and Pullum, Geoffrey K., The Cambridge Grammar of the English Language, Cambridge University Press, Suffolk, UK, 2002
- Curme, George O., A Grammar of the English Language, Volume 1: Parts of Speech, D.C. Heath and Company, 1935
- Opdycke, John B., Harper’s English Grammar, Harper & Row, New York, New York, 1965
- Jespersen, Otto, A Modern English Grammar on Historical Principles, v. II, George Allen & Unwin, Ltd., London, 1928
- McDavid, Raven I., Jr. et al., The Plurals of Nouns of Measure in Spoken American English, Fries Festschrift, Ann Arbor, MI, 1963
- Xu, Dan. 2012. Plurality and classifiers across languages in China. Berlin: de Gruyter.

## 外部連結
- GNU gettext utilities (section 11.2.6 - Additional functions for plural forms)（页面存档备份，存于） (Treatment of zero and the plurality based on the final digits)
- Corpus of Contemporary American English (COCA)（页面存档备份，存于）